# 날숨
날숨(exhalation, expiration) 또는 호기(呼氣)는 유기체에서 밖으로 나오는 방향의 호흡이다. 동물의 경우 호흡하는 동안 폐에서 기도 밖으로 공기가 외부 환경으로 이동하는 것을 가리킨다. 날숨 과정은 폐의 탄성과, 속갈비사이근이 가슴우리를 낮추어 가슴안의 부피를 감소시켜 발생한다. 숨을 내쉴 때 가로막은 이완되면서 눌려 있던 조직은 올라오고, 올라온 조직은 폐에 압력을 가하여 공기를 배출한다. 가령 양초를 끌 때처럼 강제 날숨(forced exhalation) 중에는 복근과 속갈비사이근을 포함한 날숨 근육이 배와 가슴의 압력을 만들며 공기를 폐 밖으로 밀어낸다.
날숨에서 나오는 공기는 4% 이산화 탄소를 포함하고 있다. 이산화 탄소는 세포 호흡을 통해 에너지를 생산하는 과정에서 나오는 부산물이며, 에너지는 ATP의 형태로 저장된다. 날숨은 호흡 주기를 함께 구성하는 들숨과 상호 보완적인 관계를 가지고 있다.

## 날숨과 기체 교환
날숨의 주된 이유는 인체에서 기체 교환의 부산물로 만들어진 이산화 탄소를 몸에서 제거하는 것이다. 공기는 들숨을 통해 폐로 들어온다. 폐포에서 확산은 O2를 폐포에서 폐모세혈관으로, CO2와 기타 기체를 폐모세혈관에서 폐포 쪽으로 제거한다. 기체 교환 이후 폐가 공기를 배출하기 위해 가로막이 이완되어 폐를 밀어 올린다. 그런 다음 공기는 기관, 후두, 인두를 거쳐 비강과 구강에서 몸 밖으로 배출된다. 신경계의 일부는 인간의 호흡을 조절하는 데 도움이 된다. 내쉬는 공기는 단순한 이산화 탄소가 아니며, 다른 기체가 섞인 혼합물이다. 사람의 호흡에는 휘발성 유기화합물 (VOC)이 포함되어 있다. 이러한 화합물은 메탄올, 아이소프렌, 아세톤, 에탄올, 그 외 기타 알코올로 구성되어 있다. 내쉬는 혼합물에는 케톤, 수증기, 기타 탄화수소도 포함되어 있다.
날숨 중에는 후각이 맛을 느끼는 데에 기여한다. 이는 들숨 단계에서 발생하는 일반적인 냄새를 느끼는 후각과 대조적이다.

## 폐활량 검사

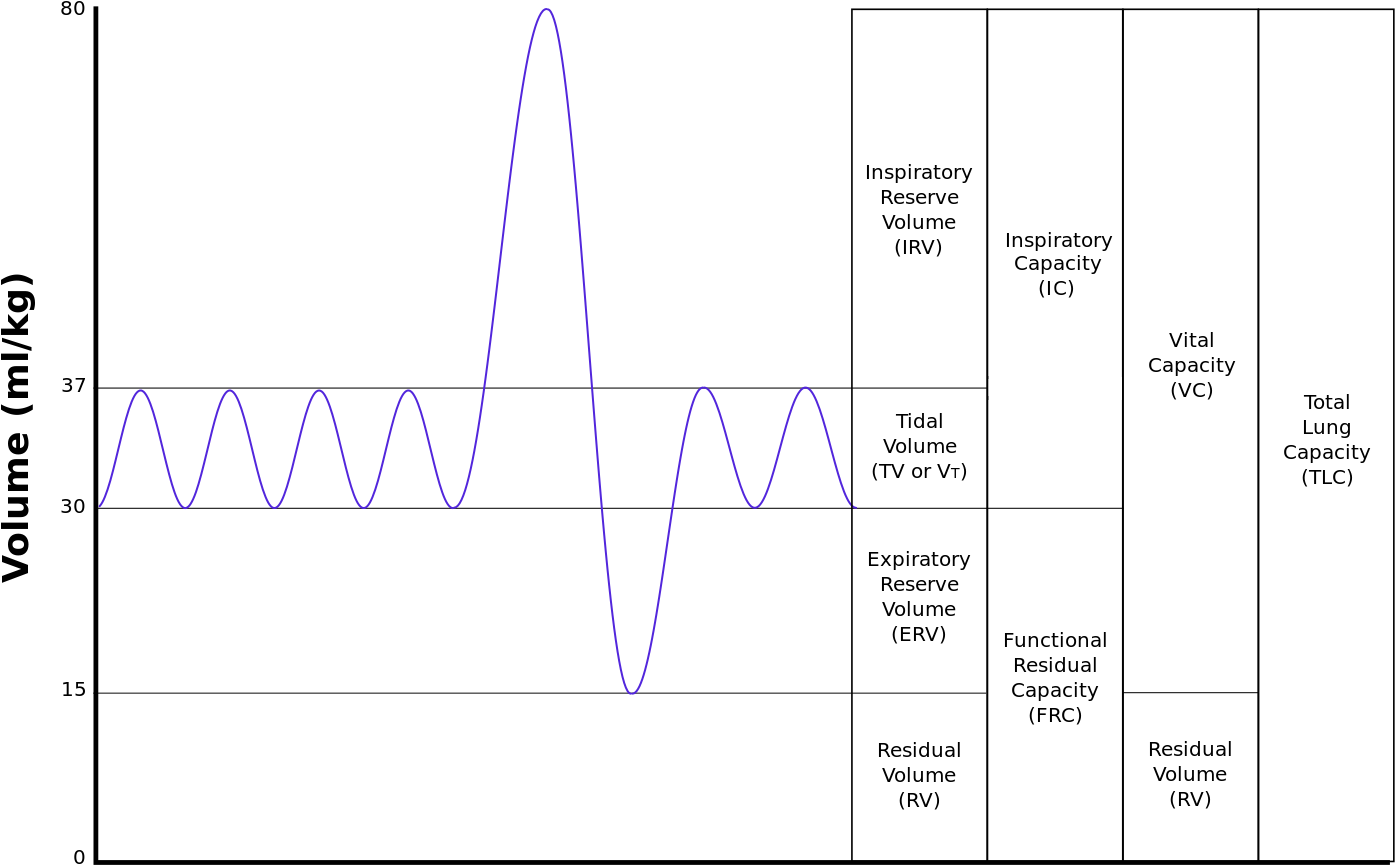
폐용적의 그래프

폐활량 검사는 폐 기능의 척도로 이용된다. 총폐용량(TLC), 기능적 잔기용량(FRC), 잔기용적(RV), 폐활량(VC)과 같은 폐용적은 모두 이 방법을 사용하여 검사할 수 있는 값이다. 폐활량 측정은 COPD나 천식과 같은 호흡기 문제를 발견하는 데에 사용되지만, 확진하기는 어렵다. 간단하고 비용 면에서 효율적인 검사 방법이다. 사람의 호흡 기능에 대한 추가적인 평가는 분당 환기량, 강제 폐활량(FVC), 강제 호기용적(FEV)을 평가하여 수행할 수 있다. 남성이 여성보다 큰 경향이 있기 때문에 이러한 값은 남성과 여성에서 다르게 나타난다.
TLC는 숨을 최대로 들이쉰 후 폐에 있는 최대 공기량이다. 남성의 평균 TLC는 6000ml이고 여성의 경우 4200ml이다. FRC는 정상적인 날숨 후 폐에 남아 있는 공기의 양이다. 남성은 평균 약 2400ml, 여성은 약 1800ml이다. RV는 강제 날숨, 즉 힘을 최대로 주어 숨을 내쉰 후 폐에 남아 있는 공기의 양이다. 남성의 평균 RV는 1200ml이고 여성은 1100ml이다. VC는 최대로 들이마신 후 내쉴 수 있는 공기량이다. 남성은 평균 4800ml, 여성은 3100ml이다.
흡연자와 천식, COPD 환자는 환기 능력이 감소한다. 천식과 COPD를 앓고 있는 사람들은 기도의 염증으로 인해 날숨 양이 감소한다. 이 염증으로 인해 기도가 좁아져 내쉬는 공기 양이 적어진다. 여러 요인들이 염증을 유발한다. 몇 가지 예는 담배 연기, 알레르기, 날씨 변화, 운동 등이 있다. 흡연자의 경우 숨을 완전히 내쉴 수 없는 것은 폐의 탄력 상실로 인한 것이다. 폐의 연기는 폐를 단단하게 만들고 탄력을 떨어뜨려 폐가 평소처럼 팽창하거나 수축하는 것을 방해한다.
사강은 해부학적인 요인과 생리적인 요인, 총 두 가지 유형의 요인에 의해 결정된다. 생리적 요인 일부는 관류가 되지 않고 환기만 되는 폐포를 가진다. 이런 상태를 유발하는 요인에는 폐색전증, 흡연, 폐포의 과도한 환기, COPD, 폐단락 등이 있다. 폐단락이 생기면 높은 CO2 농도를 가진 정맥혈이 모세혈관에서 기체 교환을 거치지 않고 동맥 쪽으로 이동한다. 해부학적 요인은 기도의 크기나 호흡기 환기가 잘 되고 있는지 여부 등이다. 폐의 생리적 사강은 흡연, 질병 등의 요인을 인해 사강의 양에 영향을 줄 수 있다.
우리가 숨을 쉴 수 있는 이유 중 하나는 폐의 탄력(폐 유순도의 역수) 때문이다. 폐기종 환자가 아닌 사람의 평균 폐 내부 표면적은 일반적으로 63m2이며 약 5리터의 공기를 담을 수 있다. 두 폐의 표면적은 테니스 코트의 절반과 같다. 폐기종, 결핵과 같은 질병은 폐의 표면적과 탄력을 감소시킬 수 있다. 폐의 탄력을 결정짓는 또 다른 주요 요인은 흡연으로 인해 폐에 남은 잔여물이다. 폐의 탄력이 더 좋아지도록 훈련을 거칠 수 있다.

## 뇌의 역할
뇌가 날숨을 조절하는 방식은 수의적 조절과 비자발적 조절로 나눌 수 있다. 자발적인 날숨 동안 공기는 폐에 머물렀다가 고정된 속도로 내보내어진다. 자발적 날숨의 예로는 노래하기, 말하기, 운동하기, 악기 연주하기, 자발적 과호흡이 있다. 비자발적 호흡에는 대사적 호흡과 행동적 호흡이 있다.

### 수의적 날숨
수의적, 자발적 날숨의 신경학적 경로는 복잡하고 완전히 알려지지 않았지만, 몇 가지 기본적인 정보는 알려져 있다. 뇌의 대뇌피질 내 구역인 운동피질은 수의적 근육(골격근)의 움직임을 조절하기 때문에 수의적 호흡을 조절하는 것으로 알려져 있다. 이것을 피질척수 경로(corticospinal pathway) 또는 상행 호흡 경로(ascending respiratory pathway)라고 한다. 이 전기 신호는 운동피질에서 시작하여 척수로 이동한 다음 호흡근으로 이동한다. 척수 뉴런은 호흡근에 직접 연결된다. 바깥갈비사이근과 속갈비사이근의 자발적 수축과 이완의 시작은 일차운동피질의 위쪽 부분에서 발생하는 것으로 나타났다. 일차운동피질의 위쪽 부분에 존재하는 가슴을 조절하는 피질 부위 뒤쪽에는 가로막 조절의 중추 역할을 하는 피질 부위가 있다. 연구에 따르면 뇌에는 자발적인 날숨과 관련될 수 있는 수많은 다른 부위가 있다. 일차운동피질의 아래쪽 부분이 특히 호기 조절에 관여할 수 있다. 또한 자발적 호흡 동안 운동보조영역과 전운동피질 내에서 활성이 관찰되었다. 이는 몸이 자발적인 근육 운동에 대해 집중하고, 정신적으로 준비하기 때문일 가능성이 크다.
자발적 날숨은 많은 종류의 활동에 필수적이다. 음성 호흡(말하기)은 매일 사용되는 잘 조절된 날숨 유형이다. 말하기는 완전히 날숨에 의존하며, 이 사실은 숨을 들이마시면서 말하려고 하면 쉽게 알 수 있다. 폐에서 나오는 기류를 사용하여 말의 지속 시간, 진폭, 피치를 조절할 수 있다. 공기가 배출되는 동안 성대문을 통해 흐르면서 진동을 일으켜 소리를 생성한다. 성대문의 움직임에 따라 목소리의 높낮이가 변하고 성대문을 통과하는 공기의 강도가 성대문에서 생성되는 소리의 크기를 바꾼다.

### 불수의적 날숨
불수의적, 비자발적 호흡은 숨뇌와 다리뇌 내의 호흡중추에 의해 조절된다. 숨뇌호흡중추는 앞부분과 뒷부분으로 나눌 수 있다. 각각을 배쪽호흡신경세포군, 등쪽호흡신경세포군이라고 한다. 다리뇌 쪽의 호흡중추는 호흡조정중추와 지속흡입중추의 두 부분으로 구성된다. 이 4개의 중추는 모두 뇌줄기에 위치하며 불수의적 호흡을 조절하기 위해 함께 작동한다. 사람의 경우 배쪽호흡신경세포군(VRG)이 주로 비자발적 호기를 제어한다.
불수의적 호흡에 관여하는 신경학적 경로를 구척수 경로(bulbospinal pathway)나 하행 호흡 경로(descending respiratory pathway)라고 한다. 이 경로는 척수 앞가쪽섬유기둥을 따라 내려간다. 자율적 들숨을 위한 하행 경로는 이 경로의 가쪽에, 자발적 날숨을 위한 하행 경로는 배쪽에 위치한다. 자발적 들숨은 다리뇌 호흡중추와 두 개의 숨뇌 호흡중추에 의해 제어된다. 사람에서는 VRG가 자발적 날숨을 제어한다. VRG의 신호는 척수를 따라 여러 신경으로 전달된다. 신호를 전달받는 신경에는 갈비사이신경, 가로막신경, 복근의 신경 등이 있다. 신경들은 각각이 분포하는 특정 근육으로 이어진다. VRG에서 내려오는 구척수 경로를 통해 호흡중추는 근육 이완을 제어하여 날숨을 유도한다.

#### 하품
하품은 호흡이 아닌 기체의 운동으로 여겨진다. 비-호흡(non-respiratory) 가스 운동은 호흡을 포함하지 않으면서 폐 안팎으로 공기를 이동시키는 또 다른 과정이다. 하품은 정상적인 호흡 리듬을 방해하는 경향이 있는 반사이며 전염성이 있다고 믿어지고 있다. 우리가 하품을 하는 이유는 알려져 있지 않지만 일부는 우리가 하품을 신체의 O2와 CO2 농도를 조절하는 데 사용한다고 생각한다. O2와 CO2 농도를 다르게 조절한 환경에서 수행된 연구는 그 가설을 반증했다. 우리가 하품을 하는 이유에 대한 구체적인 설명은 없지만 다른 사람들은 사람들이 숨을 내쉬는 것이 뇌의 냉각 기전이라고 생각한다. 동물에 대한 연구는 이 아이디어를 뒷받침해 왔으며 인간의 경우도 이 결과에 연결될 수 있다. 알려진 사실은 하품이 폐의 모든 폐포를 환기시킨다는 것이다.

#### 수용체
신체의 여러 수용체 그룹이 대사 호흡을 조절한다. 이 수용체는 호흡중추에 신호를 보내 들숨이나 날숨을 시작한다. 말초화학수용체는 대동맥과 목동맥에 있다. 이 수용체들은 다리뇌와 숨뇌에 신호를 보내 산소, 이산화 탄소, H+의 혈액 내 농도 변화에 반응한다. 폐의 자극수용체와 신장수용체는 직접 날숨을 유발할 수 있다. 두 수용체 모두 이물질을 감지하고 자발적인 기침을 촉진하며, 화학적 변화가 아니라 물리적 변화를 인식하기 때문에 기계수용기라고도 한다. 숨뇌의 중추화학수용체도 H+ 의 화학적 변화를 인식한다. 중추화학수용체가 특히 인식하는 것은 숨뇌 간질액과 뇌척수액의 pH 변화이다.

## 요가
B. K. S. 아헹가(B. K. S. Iyengar)와 같은 요가 수행자들은 숨을 코로 들이마시고 입으로 내쉬는 것보다, 코로만 숨을 들이마시고 내쉬는 것을 선호한다. 이런 요가 수행자들은 요가 학생들에게 "코는 숨쉬기 위한 것이고 입은 먹기 위한 것이다."라고 말한다.

## 같이 보기
- 흡입
- 코 호흡
- 입 호흡

## 추가 자료
- Nestor, James (2020). 《Breath: The New Science of a Lost Art》. Riverhead Books. ISBN 978-0735213616.